# Matúškovo
Matúškovo, dawniej Takšoň (węg. Taksonyfalva) – wieś (obec) na Słowacji, w kraju trnawskim, w powiecie Galanta. Miejscowość położona jest na Nizinie Naddunajskiej.